# Phytosciara nigrovittata
Phytosciara nigrovittata är en tvåvingeart som först beskrevs av Gabriel Strobl 1910.  Phytosciara nigrovittata ingår i släktet Phytosciara och familjen sorgmyggor.
Artens utbredningsområde är Österrike. Inga underarter finns listade i Catalogue of Life.